# Saint-Léger (Pas-de-Calais)
Saint-Léger je francouzská obec v departementu Pas-de-Calais v regionu Hauts-de-France. V roce 2014 zde žilo 438 obyvatel.

## Poloha obce
Sousední obce jsou: Boiry-Becquerelle, Boyelles, Croisilles, Écoust-Saint-Mein, Ervillers, Hénin-sur-Cojeul a Mory.

## Vývoj počtu obyvatel
Počet obyvatel